# Фліртіні (коктейль)
Фліртіні (англ. flirtini) — коктейль, що містить горілку, шампанське та ананасовий сік. Фігурував у Секс і місто та Майті Буш. В останньому він був з лаймовим твістом і без горілки.
Річард Крісті, видатний хеві-метал барабанщик та дописувач для Шоу Говарда Стерна, полюбляє фліртіні, але називає його «яєчком вікінга», аби воно звучало більш мужньо.
Рожевий фліртіні роблять на основі соку журавлини та малини.